# Albiztur
Albiztur és un municipi de Guipúscoa, de la comarca de Tolosaldea. Al nord limita amb el mont Ernio que el separa d'Alkiza, al sud amb Tolosa i Legorreta, a l'est amb Tolosa i a l'oest amb Bidegoian i Beizama.

## Població i societat
El municipi compta actualment amb 302 habitants (2006). Es compta amb censos del municipi des de 1860 i es pot observar que l'evolució de la població des de llavors ha estat sempre negativa, ja que cada cens ha comptabilitzat menys població que l'anterior. Únicament s'aprecia un recent i lleuger repunt de població des de 2000 a 2004, de 291 a 296 habitants, que sembla indicar una estabilització de la població. En 1860 Albiztur tenia 922 habitants, més de tres vegades la població actual. L'emigració des d'Albiztur s'ha dirigit tant a Sud-amèrica durant la segona meitat del segle xix i primera del segle xx com a les petites ciutats industrials de l'entorn (especialment Tolosa) en la segona meitat del segle xx. Albiztur ha estat al llarg de l'últim segle i mig un municipi d'emigrants amb una immigració molt baixa.
En línies generals Albiztur posseeix les característiques socials i de població dels petits nuclis rurals de la comarca de Tolosaldea. Un major pes dels grups de major edat i dels barons enfront de les dones; una barreja d'activitats agrícoles i ramaderes amb el treball en la indústria i una població bascoparlant i d'ideologia nacionalista en proporcions que superen el 95%. A les eleccions al Parlament Basc de 2005 va resultar guanyadora en aquesta localitat la coalició nacionalista PNB-EA amb el 74,5% dels vots, seguit d'EHAK amb el 16,1% i Aralar amb el 5,2%. L'actual alcalde és Alberto Labaca Elola de l'agrupació local Herritarrak (Coveïns). El seu partit va aconseguir les 7 regidories del municipi, enfront del Partit Popular (les dues úniques llistes del municipi), que no va aconseguir representació en l'ajuntament, per obtenir solament 4 vots.

## Economia
Les activitats econòmiques tradicionals del municipi han estat l'agricultura de muntanya, la ramaderia i l'explotació forestal. Albiztur posseïx un terreny molt muntanyenc; però fèrtil, amb bones pastures, abundància d'aigua i arbres. Són destacables també les pedreres de pedra calcària que posseïx. En l'actualitat segueixen existint prop de 70 explotacions agrícola-ramaderes en el municipi, explotacions en la seva major part de caràcter familiar i lligades al caseriu com unitat econòmica i social. La major part d'elles són explotades a temps parcial per les seves propis propietaris. Hi ha mitja dotzena de restaurants que atreuen nombrosos visitants durant els caps de setmana, a degustar l'especialitat local, les mongetes de Tolosa. Fora del sector hostelero (bars i restaurants) no existeix gairebé comerç en el municipi.
Quant a la indústria hi ha una fàbrica del sector paperer amb prop de 60 llocs de treball en el municipi, així com una panificadora que dona treball a una desena de persones. La major part de la gent del municipi treballa en la indústria i serveis dels municipis veïns, especialment Tolosa. Tolosa, que està relativament prop, és la població on acudeixen els veïns d'Albiztur, per a obtenir els serveis que no troben en el seu municipi.

## Història
L'entorn d'Albiztur ha estat habitat des d'antic. En el municipi hi ha restes megalítics que daten del Neolític. D'altra banda en la cova de Beondegi es van trobar restes de ceràmica del Bronze-Ferro. També s'han trobat restes d'un castro en el cim d'Intxurre; aquesta població dominaria en el seu moment gran part de la vall de l'Oria mig. En l'edat mitjana es va erigir la fortalesa de Mendikute, un castell roquer del segle xi-xii.
El primer esment escrita que fa referència a Albiztur data de 1384 i és l'escriptura de la seva agregació a la vila de Tolosa. A pesar d'aquest fet Albiztur conservaria certa autonomia administrativa, així com un terme amollonat. En 1617 Albiztur va deixar de dependre de Tolosa i va passar a convertir-se en vila, títol que va comprar al rei Felip III. Des de 1651 va pertànyer a la Unió de Sayaz, per a pagar amb altres localitats veïnes un representant comú en les Juntes Generals de Guipúscoa. Pels seus termes passava el Camí ral, per la qual cosa va tenir dos hospitals de pelegrins, dos posades públiques i quatre molins.